# کوه کایلاش
کوه کایلاش (به تبتی: གངས་རིན་པོ་ཆེ)، قله‌ای در رشته‌کوه‌های هیمالیا در منطقه خودمختار تبت است که «کوه مقدس» نامیده می‌شود. کوه کایلاش برای پیروان پنج آئین هندوگرایی، بوداگرایی، جین‌گرایی، آیاواژی و بون  مکانی مقدس محسوب می‌شود.
به سبب اهمیت مذهبی کوه کایلاش برای آئین‌های هندو و بودایی، تاکنون تلاشی برای صعود از قله آن به ثبت نرسیده است.